# Radio Gong 96.3
Radio Gong 96.3 ist ein privater Radiosender mit Sitz in München. 089Kult von Gong 96.3 sendet ein weiteres Programm über DAB+.

## Geschichte
Radio Gong sendete bereits seit Januar 1985 ein Programm, das allerdings nur im sogenannten Münchener Kabelpilotprojekt zu hören war. Erster Chef des Senders war Helmut Markwort. Programmchef war Walter Freiwald, der von Radio M1 kam und zuvor schon bei Radio Luxemburg am Mikrofon tätig gewesen war. Ebenfalls von Radio M1 kamen Rick Hölzl, Michael „Goofy“ Förster, Mike Carl und Andi Wenzel. Notwendig waren die zahlreichen Moderatoren, da von Anfang an ein durchmoderiertes 24-Stunden-Programm veranstaltet werden sollte. Musikalisch wurde ein breitgefächertes Angebot ausgesendet. Tagsüber gab es eine Mischung aus Pop und Rock, am Abend konnte man Sendungen über Hard Rock und auch Jazz hören. Lokalnachrichten für München und Umgebung sowie Ratgeber- und Quizsendungen rundeten das Angebot ab.
Am 24. Mai 1985 begann der Sendebetrieb auf der terrestrischen Frequenz 96,3 MHz in München, auf der Gong 96.3 noch heute sendet. Radio Gong 96.3 ist damit einer der ältesten Privatsender in Deutschland. Der Name lautete fortan Radio Gong 2000., da der Sender zum Start auf der 96,3 MHz mit dem vorher eigenständigen Anbieter Radio 2000 fusionierte. Vier Tageszeitungen waren damals an Radio Gong 2000 beteiligt. Das waren die Süddeutsche Zeitung, die Abendzeitung sowie der Münchner Merkur und die tz. Die beiden letzteren gründeten nur wenige Monate danach Radio Charivari München, heute 95.5 Charivari. Ab 1991 waren Michael „Bully“ Herbig und Rick Kavanian fester Bestandteil der Radioshow „Langemann und die Morgencrew“, für die sie sowohl als Autoren als auch hinter dem Mikrofon tätig waren.
2012 wurde eine freie Moderatorin von Radio Gong entlassen, da sich die Moderatorin in einer Sendung mit den Worten „Arbeit macht frei“ an die Hörer gewandt hatte, die am letzten Samstag im Juli arbeiten mussten. Bei der Staatsanwaltschaft München war deshalb ein Ermittlungsverfahren wegen Volksverhetzung eingeleitet worden. Ebenfalls entlassen wurde eine 19-jährige Assistentin, die am Telefon „Nehmen Sie es doch einfach mit Humor“ gesagt haben soll.
In den Jahren 2017, 2018, 2019 und 2022 wurde der Sender mit dem Deutschen Radiopreis ausgezeichnet.

## Verbreitung
Radio Gong 96.3 wird in München und Umgebung via UKW über den Sender Olympiaturm auf 96,3 MHz ausgestrahlt.
Seit 19. Oktober 2011 ist das Programm und später auch  089Kult via Digitalradio DAB+ auf Kanal 11C im Großraum München zu empfangen.
Seit 12. Oktober 2023 ist das Programm auch via DAB+ auf Kanal 6A im Raum Ingolstadt zu empfangen.
Auch in Kabelnetzen einer größeren Anzahl von Orten ist es zu empfangen.
Darüber hinaus ist das Programm inklusive vierzehn Spartenkanäle auch per Live-Stream über das Internet empfangbar.

## Gesellschafter
Studio Gong GmbH & Co. Studiobetriebs KG (42 %), rt1.broadcast management GmbH (33 %), AVE IV Vermögensverwaltungsgesellschaft mbH (12 %), LIREK Beteiligung GmbH (6,5 %) und Radio der Frau Programmanbietergesellschaft mbH (6,5 %).